# Sangklubben
Sangklubben (Original titel: Military Wives) er en britisk spillefilm fra 2019 instrueret af Peter Cattaneo.

## Medvirkende
- Kristin Scott Thomas som Kate
- Sharon Horgan som Lisa
- Jason Flemyng som Crooks
- Greg Wise som Richard
- Emma Lowndes som Annie
- Gaby French som Jess
- Lara Rossi som Ruby
- Amy James-Kelly som Sarah
- India Ria Amarteifio som Frankie
- Laura Checkley som Maz
- Sophie Dix som Beatrice
- Beverley Longhurst som Hilary